# Tréveneuc
Tréveneuc (tiếng Breton: Treveneg) là một xã của tỉnh Côtes-d’Armor, thuộc vùng Bretagne, tây bắc Pháp.

## Dân số
Người dân ở Tréveneuc được gọi là Tréveneucois.